# John Gustav Weiss

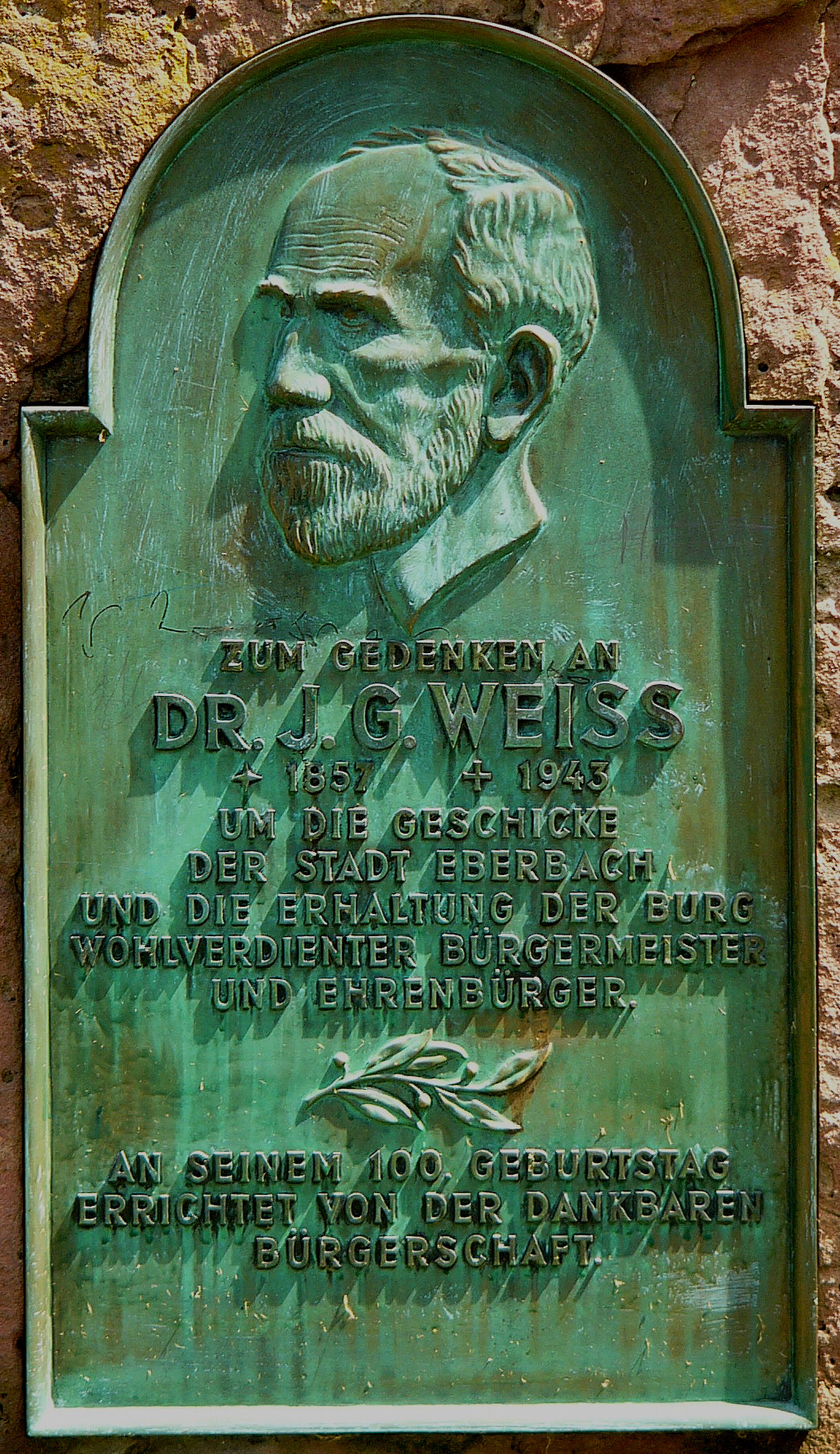
Tafel zum Gedenken an John Gustav Weiss in Eberbach

John Gustav Weiss (auch Weiß; * 21. August 1857 in Mannheim; † 4. Juni 1943 in Eberbach) war ein deutscher Politiker und Historiker. Er war Bürgermeister von Eberbach, badischer Landtagsabgeordneter und Vorsitzender des Verbands der mittleren Städte Badens.

## Leben
Weiss besuchte in Mannheim die Volksschule, das Karl-Friedrich-Gymnasium und das Realgymnasium. Ohne Abitur verließ er die Schule und begann eine kaufmännische Lehre. 1875 begann er ein Studium an der Universität Heidelberg, wo er 1875 Mitglied der Burschenschaft Frankonia Heidelberg wurde. Zum Wintersemester ging er 1877 an die Universität Straßburg. Ohne das Studium zu beenden, wurde er 1878 Redakteur bei der Rhein- und Neckar-Zeitung in Mannheim und im Jahr darauf bei der Ostdeutschen Zeitung in Thorn. 1880/81 absolvierte er als Einjähriger den Militärdienst in Mannheim und promovierte danach an der Universität Heidelberg zum Dr. phil. Anschließend ging Weiss nach Adelsheim und wurde Rentamtmann bei den Herren von Adelsheim.
1893 wurde Weiss zum Bürgermeister von Eberbach gewählt. Er war erst der zweite hauptamtliche Bürgermeister der Stadt, wurde mehrmals wiedergewählt und übte das Amt bis 1927 aus. 1895 initiierte er die Gründung des Verbands der mittleren Städte Badens, in dem er zum Vorsitzenden gewählt wurde. 1897/98 ließ er sich am westlichen Stadtrand an der Brücke über die Itter als private Residenz ein wie eine Burg wirkendes und vom Tudorstil inspiriertes Haus aus Odenwälder Sandstein errichten. Als er 1920 vom Vorsitz zurücktrat, hatte der Verband 70 Mitgliedsstädte. Zusätzlich wurde er 1903 für die Nationalliberalen in die zweite Kammer der Badischen Ständeversammlung gewählt. Zwei Jahre später wechselte er in die erste Kammer, als er als Vertreter der mittleren Städte gewählt wurde. Er gehörte der Badischen Ständeversammlung bis zu seinem Ende nach dem Ersten Weltkrieg an. Darüber hinaus war er von 1899 bis 1919 Mitglied der Kreisversammlung und des Kreisausschusses, ab 1914 als Vorsitzender. An seinem Lebensabend, als Weiss kein politischen Ämter mehr ausübte, sympathisierte er mit dem Nationalsozialismus, ohne Mitglied der NSDAP zu werden.

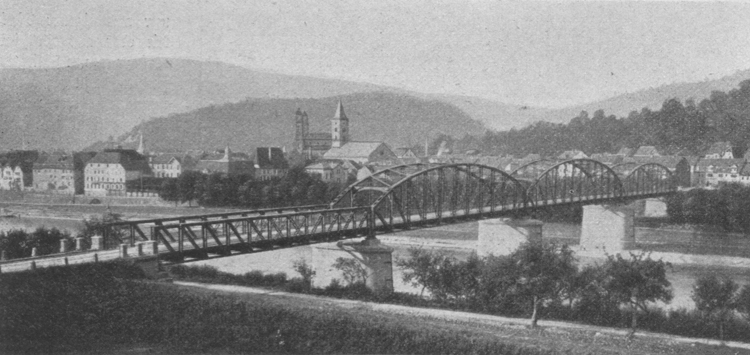
Neckarbrücke 1902

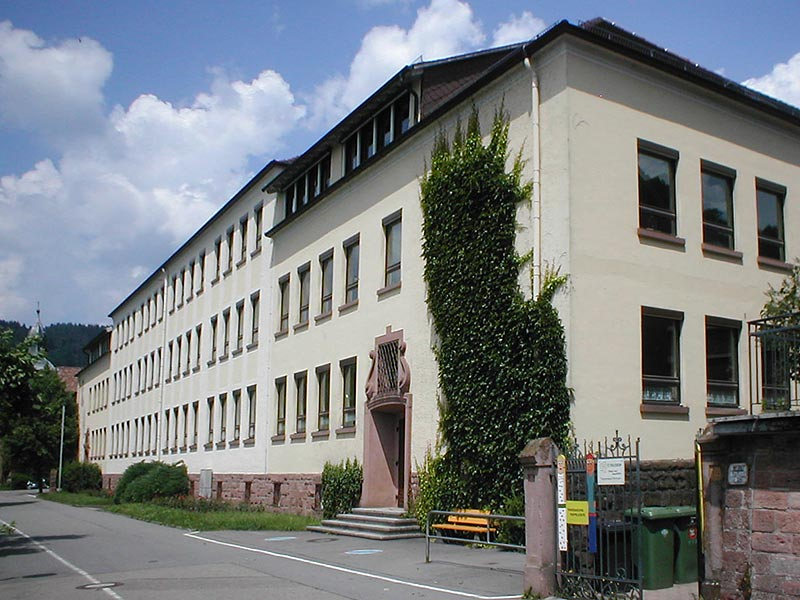
Dr.-Weiss-Schule

In seine Amtszeit als Eberbacher Bürgermeister wurde die Neckarbrücke gebaut und Neckarwimmersbach eingemeindet. Das Bezirkskrankenhaus wurde gebaut und neue Wohngebiete erschlossen. Die Stadt wurde kanalisiert und erhielt Anschluss an die Elektrizität. In der Badischen Ständeversammlung setzte er sich für die Interessen der Städte ein und kümmerte sich um die Steuerpolitik und das Wahlrecht.
Zeit seines Lebens widmete sich Weiss auch der historischen Forschung. Er war nebenamtlich Archivar der Herren von Adelsheim und ehrenamtlicher Pfleger der Badischen Historischen Kommission für die Bezirke Adelsheim, Buchen, Eberbach und Mosbach. 1903 wurde er zum korrespondierenden Mitglied der Historischen Kommission berufen. Er veröffentlichte ein auf Quellen basierendes Geschichtsbuch von Eberbach, später auch eines von Weinheim. Das Eberbacher Stadtarchiv brachte er in einem der alten Befestigungstürme unter und ordnete es neu. Er gründete eine stadtgeschichtliche Sammlung und brachte das Eberbacher Geschichtsblatt heraus. Die Burg Eberbach ließ er 1908 freilegen und restaurieren.
Die Stadt Eberbach verlieh Weiss 1927 die Ehrenbürgerwürde. Sie benannte eine Straße und eine Schule nach ihm.